# Kazalnica Mengusovská
Kazalnica Mengusovská (polsky Kazalnica Mięguszowiecka) tvoří závěr hřebínku, vybíhajícího z Východního Mengusovského štítu v hlavním hřebeni Vysokých tater na severovýchod, do Polska. Pověstná je její kolmá, místy převislá 500metrová stěna nad Czarnym Staw (Černým plesem). V této stěně se posouvaly možnosti tatranského sportovního horolezectví. Vrchol je hojně navštěvován, protože jím prochází zelená značka Morskie Oko – Mengusovské sedlo (Mięguszowiecką Przełęcz pod Chłopkiem). Výstup po zelené značce je považován za jeden z technicky nejtěžších na území polských Tater. V horní části trasa vyžaduje lehké lezení pomocí obou rukou, na exponovaných místech je zajištěno železnými kramlemi. Vrcholová část značky směrem od Kazalnice do sedla probíhá po mírně nakloněné široké římse s nenáročným chodníkem. Ze sedla je výhled na polskou stranu (Mořské oko, Czarny stav polski, Dolina Rybího potoka) i slovenskou stranu (Mengusovská dolina, Hincovo pleso, Kôprovský štít, Satan, Kriváň, Kráľova hoľa). Kdysi vedla na sedlo značka i ze slovenské strany, od Velkého Hincova plesa (chodník dodnes zachován). "Kazalnica" znamená kazatelna. Arno Puškáš sice uvádí gramaticky bezchybný slovenský název "Mengusovská Kazatelna," viz Seznam štítů Vysokých Tater, ale tento název se v horolezecké komunitě neujal, např. I. Dieška, Jamesák ...

## Zajímavé výstupy stěnou
- 1942 Prvovýstup – C. Łapiński a K. Pastucha, "Stará cesta", nebo "Łapiński komín," vi-.
- 1964 Zimní výstup, levý pilíř s narovnáním, J. Ďurana a P. Pochylý.
- 1967 Prvovýstup "Slovenská cesta", P. Dieška, O. a P. Pochylý, J. Zrůst-Unger.
- 1975 Zimní výstup cestou "Superstock," A. Belica, J. Krch.
- 1980 Wojciech Kurtyka a W. Janowski, "Hrana Pilíře," VII +.